# Sixième livre de madrigaux (Monteverdi)
Pour les articles homonymes, voir Sixième livre de madrigaux.
Le Sixième livre de madrigaux (titre original en italien Sesto libro de madrigali), SV 107-116, est un recueil de madrigaux italiens à cinq voix composés par Claudio Monteverdi. Il a été publié en 1614 à Venise par Gardano.

## Les madrigaux
1. Lamento d'Arianna (poème d'O. Rinuccini) (SV 107) ;
2. Zefiro torna (Pétrarque) (SV 108) ;
3. Una donna fra l'altre (anonyme) (SV 109) ;
4. A Dio, Florida bella (G. B. Marino) (SV 110) ;
5. Sestina : lagrime d'amante al sepolcro dell' amata (S. Agnelli) (SV 111) ;
6. Ohimè il bel viso (Pétrarque) (SV 112) ;
7. Qui rise, o Tirsi (G. B. Marino) (SV 113) ;
8. Misero Alceo (G. B. Marino) (SV 114) ;
9. Batto, qui pianse Ergasto (G. B. Marino) (SV 115) ;
10. Presso a un fiume tranquillo (G. B. Marino) (SV 116).